# Герб Ровенського району
Герб Ровенського району — офіційний символ Ровенського району Бєлгородської області Російської Федерації.
Герб затверджений рішенням Ради депутатів Ровенського району від 17 липня 1998 року. Розроблений комісією з геральдики при голові адміністрації області.

## Опис
На зеленому полі золотий сніп пшениці. У вільній частині наявний герб Бєлгородської області. Він символізує родючість і чорноземи — багатство району.